# Apatania eatoniana
Apatania eatoniana är en nattsländeart som beskrevs av Mclachlan 1880. Apatania eatoniana ingår i släktet Apatania och familjen Apataniidae. Inga underarter finns listade i Catalogue of Life.